# 大宜見御殿
大宜見御殿（おおぎみうどぅん）は、尚貞王の四男・美里王子朝禎を元祖とする琉球王族。第二尚氏の分家で、最初は美里間切（現・沖縄市美里地区並びにうるま市石川地区）、のちに大宜見間切（現・大宜味村）の按司地頭をつとめた琉球王国の大名である。
一世・朝禎は、宝永7年7月2日（1710年7月27日）に江戸上りの慶賀使として江戸に上っている。朝禎には子がなく、兄の小禄王子朝奇（具志頭御殿元祖）の次男・朝孝を養子にむかえて家督を継がせた。五世・朝安の時に美里間切から大宜見間切の按司地頭職に転任したことから、以後・大宜見を家名とした。五世・朝安にも子がなく、妹の嫁ぎ先の勝連御殿の勝連按司朝隆三男・朝祥を養子にむかえた。九世・朝春のとき琉球処分となった。

## 系譜
- 一世・美里王子朝禎
- 二世・美里按司朝孝（小禄王子朝奇次男。朝禎の嗣子となる）
- 三世・美里按司朝昌
- 四世・美里按司朝公
- 五世・大宜見按司朝安
- 六世・大宜見按司朝祥（勝連按司朝隆三男。朝安の嗣子となる）
- 七世・大宜見按司朝常（『氏集』では、六世・向昌期、大宜見按司朝常とある）
- 八世・大宜見按司朝平
- 九世・大宜見按司朝春